# Brú na Bóinne
Brú na Bóinne (en gaélique : [ˈbˠɾˠuː n̪ˠə ˈbˠoːn̪ʲə] litt. « auberge de la Boyne ») est un ensemble archéologique situé en Irlande dans le Comté de Meath et classé au patrimoine mondial de l'UNESCO depuis 1993. 
C'est un des plus grands et des plus importants ensemble de sites mégalithiques et préhistoriques d'Europe.
Il se compose de tumulus, de mégalithes et d'enclos préhistoriques datant du Néolithique : Dowth, Newgrange, Knowth, Fournocks et Tara.

## Les tombeaux

### Newgrange
Le plus grand est le tombeau néolithique de Newgrange : une tombe collective sous un tumulus aplati de 80 mètres de large sur 13 mètres de haut, précédé d'un couloir de 19 mètres, rythmé par 43 piliers latéraux. Ce couloir donne accès à la chambre sépulcrale, haute d'environ 6 mètres, dans laquelle s'ouvrent trois niches latérales disposées en croix et contenant de grandes cuvettes de pierre destinées à recevoir les ossements humains et les offrandes.
Le tumulus était encerclé de 97 pierres verticales, comme un grand cromlech. Parmi les douze qui sont encore debout, la plus célèbre est la grande pierre sculptée de l'entrée, décorée de spirales doubles et triples dont le sens symbolique n’a pas été trouvé. Les rayons du soleil pénètrent dans la chambre mortuaire pendant seulement 15 minutes, le 21 décembre de chaque année. De ce fait, certains parlent de ce lieu comme du plus ancien observatoire astronomique connu.

### Dowth
Le tombeau fait 15 mètres de haut sur 85 mètres de large. Il contient deux tombes. Des fouilles sont toujours en cours.

### Knowth
Un tombeau plus récent fait 67 mètres de large sur 12 mètres de hauteur. Il abrite également deux tombes. D’autres plus petites tombes sont autour du tumulus.

### Tara
Site plus éloigné, haut lieu de la légende irlandaise. Une trentaine de tombes à couloir du IIe millénaire. 

### Fourknocks
Très grande sépulture collective à couloirs contenant plus de 50 tombes.

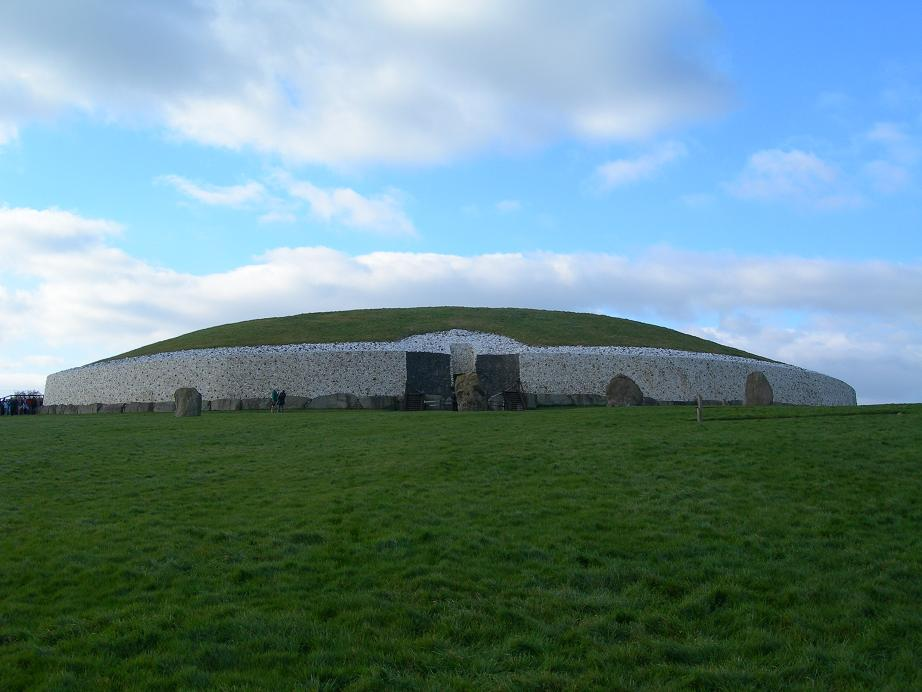
Vue du tumulus de Newgrange
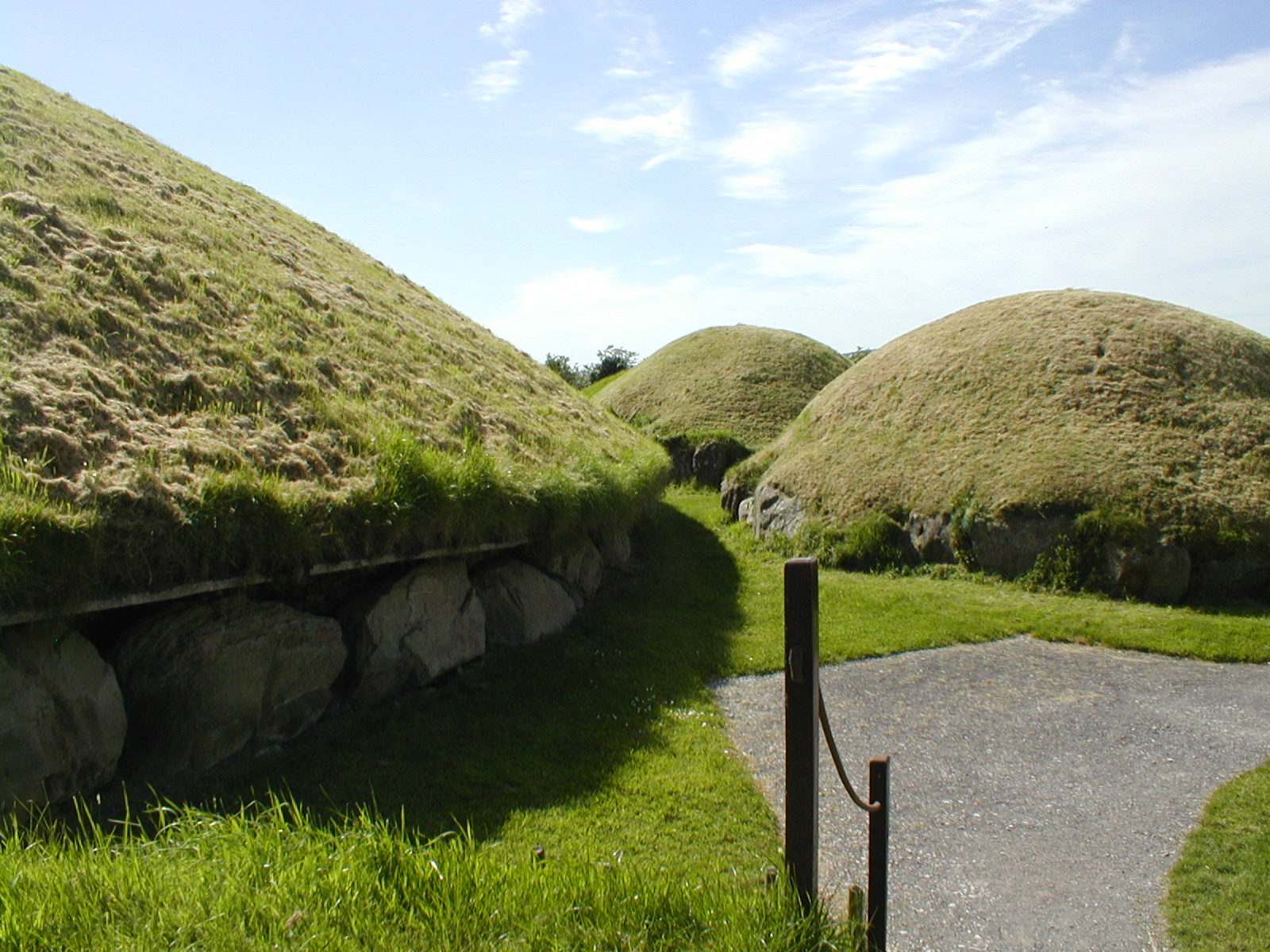
Vue des tumulus de Dowth
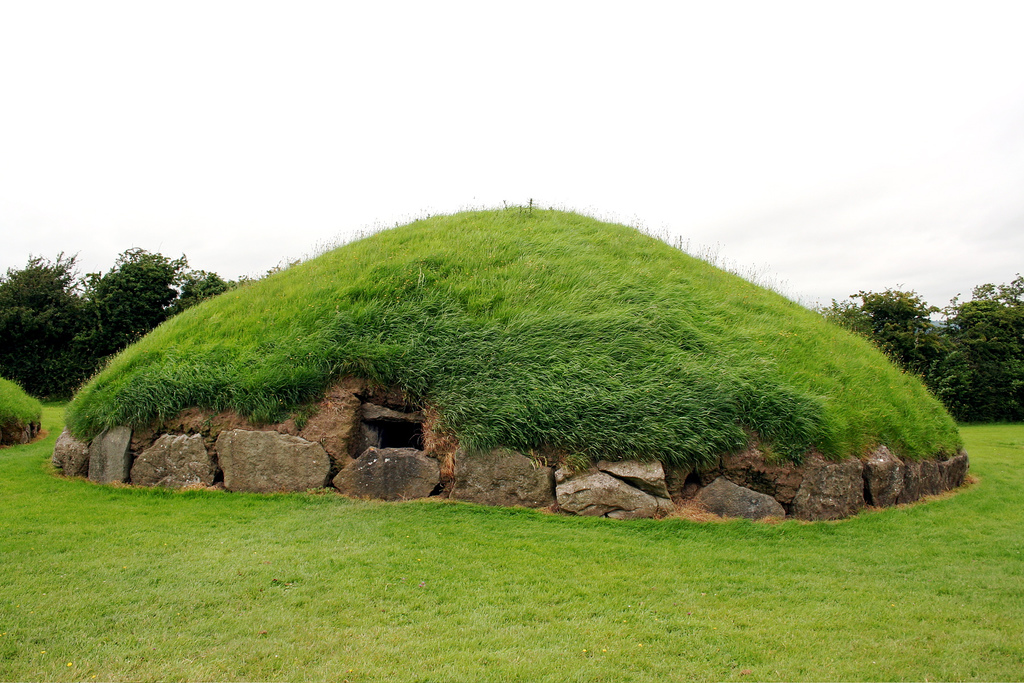
Vue du tumulus de Knowth
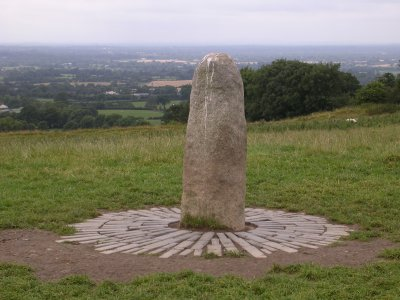
Pierre debout sur la colline de Tara
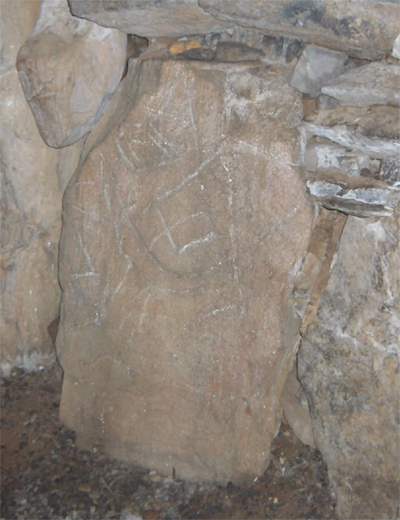
Symboles gravés à Fourknocks